# Siosvaara
Siosvaara är en bergstopp i Finland. Den ligger i Enontekis kommun i landskapet Lappland, i den norra delen av landet, 900 km norr om huvudstaden Helsingfors. Toppen på Siosvaara är 511 meter över havet.
Terrängen runt Siosvaara är kuperad åt sydväst, men åt nordost är den platt. Trakten runt Siosvaara är nära nog obefolkad, med mindre än två invånare per kvadratkilometer. Närmaste större samhälle är Hetta, 13,2 km nordväst om Siosvaara. Omgivningarna runt Siosvaara är i huvudsak ett öppet busklandskap.